# Genpaku Sugita

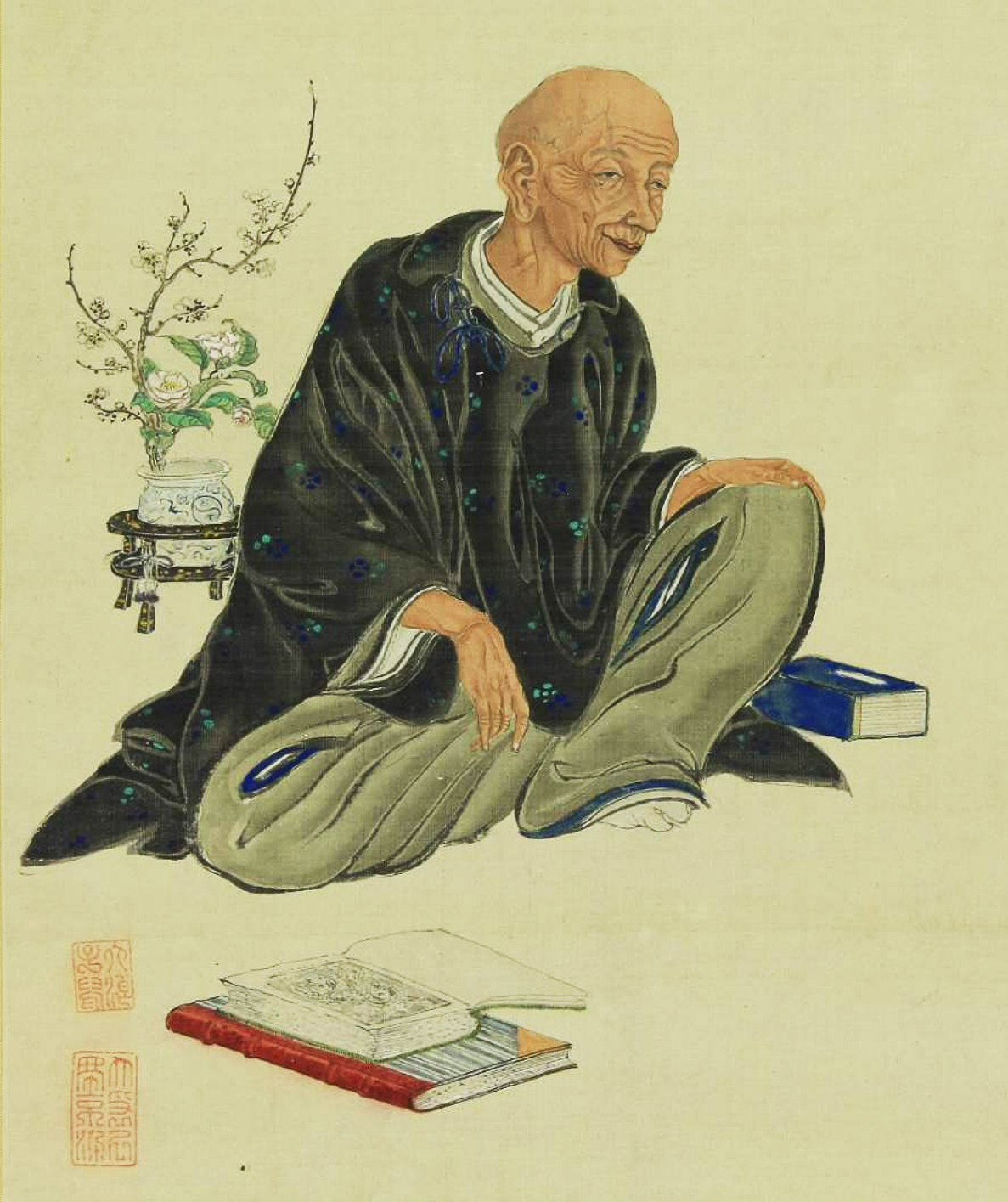
Genpaku Sugita

Genpaku Sugita (jap. 杉田玄白 Sugita Genpaku; ur. 20 października 1733, zm. 1 czerwca 1817) – japoński lekarz. Przetłumaczył na japoński holenderski podręcznik anatomii autorstwa Johanna Adama Kulmusa, Ontleedkundige Tafelen (jap. Kaitai Shinsho). Był też autorem dzieła Rangaku Kotohajime.